# Berberis hajirensis
Berberis hajirensis är en berberisväxtart som beskrevs av R.A. Qureshi och M.N. Chaudhri. Berberis hajirensis ingår i släktet berberisar, och familjen berberisväxter. Inga underarter finns listade i Catalogue of Life.